# Shaka Zulu
Shaka Zulu (n. iulie 1787, Mthethwa Paramountcy⁠(d) – d. 22 septembrie 1828, Stanger, KwaZulu-Natal, Africa de Sud) a fost fiul lui Senzangakhona, fost rege zulu. Sub domnia sa, clanul zulu a ajuns un popor puternic și temut, ce ocupa pe atunci o mare parte a statului african de astăzi. Succesul său militar s-a datorat șireteniei prin care reușea să-și înșele dușmanul și prin integrarea iscusită a celor învinși.
A atacat și subjugat triburi de pe coasta teritoriului zulu, contribuind la tulburările mfecane din anii 1820. După moartea mamei sale a început să sufere de psihoză și să-și terorizeze poporul. A fost omorât de fratele său vitreg.